# Комар Дмитро Олексійович
Дмитро Олексійович Комар (рос. Дмитрий Алексеевич Комарь) (1968—1991) — один з трьох загиблих захисників «Білого дому» під час серпневого путчу 1991 року. Герой Радянського Союзу (посмертно).

## Біографія
Народився 6 листопада 1968 року у селі Нестерово Рузького району в сім'ї військовослужбовця. Працював слюсарем на Істрінськой меблевій фабриці. З листопада 1986 року проходив службу в навчальному центрі ПДВ (Гайжюнай, Литовська РСР). З травня 1987 року проходив службу в ДРА, гвардії сержант ПДВ. За підсумками служби нагороджений 3 медалями, в тому числі медаллю «За бойові заслуги», ювілейною медаллю «70 років Збройних Сил СРСР», медаллю ДРА. На війні був двічі контужений і перехворів жовтухою.
Після звільнення в 1989 році в запас працював водієм автонавантажувача виробничого спеціалізованого об'єднання «Інтер'єр» в Москві.

## Загибель
Близько опівночі 21 серпня 1991 року Дмитро Комар застрибнув на БМП (бортовий № 536) з колони, що рухалася в бік Смоленської площі в напрямку від Білого дому, з наміром накинути на оглядову щілину брезент, щоб «засліпити» екіпаж. Навідник БМП став обертати її башту, маючи намір скинути з броні нападника, але це вдалося зробити механіку-водію: в результаті різкого маневру Д. А. Комар опинився на асфальті. Він піднявся, наздогнав БМП і застрибнув у задній десантний люк, що розкрився від удару об колону. При різкому маневрі машини Комар випав з неї, зачепився одягом за люк і отримав смертельну травму: за однією версією, він вдарився головою об корпус БМП, за іншою — впав на асфальт і потрапив під колеса БМП, коли вона дала задній хід.